# Alopecosa kungurica
Alopecosa kungurica là một loài nhện trong họ Lycosidae.
Loài này thuộc chi Alopecosa. Alopecosa kungurica được Esyunin miêu tả năm 1996.